# Tam Hiệp, Châu Thành (Tiền Giang)
Tam Hiệp là một xã thuộc huyện Châu Thành, tỉnh Tiền Giang, Việt Nam.
Xã Tam Hiệp có diện tích 20,68 km², dân số năm 2022 là 16.213 người, mật độ dân số đạt 783 người/km².